# Gumniska (Barciany)
Gumniska (deutsch Silzkeim) ist ein kleines Dorf in Polen in der Woiwodschaft Ermland-Masuren. Es gehört zur Landgemeinde Barciany (Barten) im Powiat Kętrzyński (Kreis Rastenburg).

## Geographische Lage
Gumniska liegt am Flüsschen Liebe (polnisch Liwna) etwa drei Kilometer südlich von Barciany und etwa 13 Kilometer nördlich der Kreisstadt Kętrzyn (Rastenburg). Die Grenze zur russischen Oblast Kaliningrad verläuft 14 Kilometer nördlich.

## Geschichte
Das heutige Gumniska wurde 1394 als Rittergut mit einer Fläche von 25 Włóka nach Kulmer Recht angelegt und 1528 als Sylszkaymm erwähnt. Der Name leitet sich von prußisch „sylo“ und „caymis, keims“ ab und bedeutet Heidedorf. Der heutige polnische Name leitet sich von „gumnisko“ (Platz zwischen der Tenne und anderen Gebäuden des Hofes) ab. 1817 gab es in der Siedlung sieben Wohngebäude mit 64 Einwohnern. 1910 lebten 82 Menschen auf dem Gut.
Im Jahre 1874 wurde Silzkeim mit dem Wohnplatz Chausseehaus Silzkeim an der Reichsstraße 141 (heute: Woiwodschaftsstraße 591) in den neu errichteten Amtsbezirk Rodehlen (polnisch Rodele) im ostpreußischen Kreis Rastenburg eingegliedert.
Am 30. September 1928 gab der Gutsbezirk Silzkeim seine Selbständigkeit auf und schloss sich mit der Landgemeinde und auch dem Gutsbezirk Dombehnen (polnisch Dębiany) sowie der Gemeinde Rodehlen zur neuen Landgemeinde Rodehlen zusammen.
Als 1945 in Kriegsfolge das gesamte südliche Ostpreußen an Polen fiel, war auch Silzkeim davon betroffen. Es erhielt die polnische Namensform „Gumniska“. Durch eine Verwaltungsreform kam das Dorf 1975 zur Woiwodschaft Olsztyn. Seit deren Auflösung gehört Gumniska zur Woiwodschaft Ermland-Masuren.

## Kirche
Bis 1945 war Silzkeim in die evangelische Kirche Barten in der Kirchenprovinz Ostpreußen der Kirche der Altpreußischen Union sowie in die katholische Kirche Rastenburg im Bistum Ermland eingepfarrt.
Heute gehört Gumniska in Bezug auf beide Konfessionen zu Barciany: zur katholischen Pfarrei Herz-Mariä Barciany im Erzbistum Ermland und zur dortigen evangelischen Kirchengemeinde, einer Filialgemeinde der Johanneskirche Kętrzyn in der Diözese Masuren der Evangelisch-Augsburgischen Kirche in Polen.

## Verkehr
Westlich vom Ort Gumniska verläuft die Wojewodschaftsstraße 591 (einstieg deutsche Reichsstraße 141). Diese führt im nördlichen Verlauf über Barciany zur Grenze nach Russland. Im südlichen Verlauf durchquert sie Kętrzyn (Rastenburg) und endet in Mrągowo (Sensburg).
Die nächste Bahnstation befindet sich in Kętrzyn, welches Luftlinie etwa 13 Kilometer südlich liegt. Bis 1945 war Silzkeim selber Bahnstation an der Bahnstrecke Wenden–Barten der Rastenburger Kleinbahnen. Sie wurde in Folge des Krieges stillgelegt.
Der nächste internationale Flughafen ist der Flughafen Kaliningrad etwa 90 Kilometer nördlich von Gudziki auf russischem Hoheitsgebiet. Etwa 200 Kilometer westlich liegt der Lech-Wałęsa-Flughafen Danzig, welcher der nächste internationale Flughafen auf polnischem Staatsgebiet ist.